# Грандис, Ренато де
Ренато де Грандис (итал. Renato de Grandis; 24 октября 1927 — 2 декабря 2008) — итальянский композитор, музыковед, писатель

 и теософ.

## Биография
Ренато де Грандис родился в 1927 году в Венеции. В консерватории изучал фортепиано, дирижирование, композицию и музыковедение. Среди его преподавателей были известные музыканты Джан Франческо Малипьеро и Бруно Мадерна.

### Музыка
В 1945 году Ренато, будучи восемнадцатилетним студентом, получил первую премию в конкурсе сочинений, организованном итальянским радио (RAI), а в 1953 году — первую национальную премию Италии за композицию. В 1959 году он обосновался в Дармштадте, где прожил около двадцати лет, затем жил в Брюсселе. Написал 2 оперы, 4 симфонии, 12 сонат для фортепиано и другие произведения. Он был выдающейся, и в то же время нетипичной, фигурой в контексте авангардной музыки конца 20-го века. «Frankfurter Allgemeine Zeitung» назвала его «авангардистским аутсайдером», в то время как музыкальная энциклопедия «MGG» (1-е изд.) писала, что «он указал путь европейскому музыкальному театру на десятилетия». Он считался одним из самых значительных европейских композиторов-авангардистов. Его музыка исполнялась в Дармштадте, Дортмунде, Кёльне, Киле, Ганновере, Мюнхене, Штутгарте, Висбадене, Брюсселе, Варшаве, Дублине.

### Теософия
В 1987 году де Грандис решил отказаться от композиции и, вернувшись в Италию, занимался философией, поэзией, живописью и преподаванием. Он увлёкся исследованиями каббалы, буддизма и теософии. В течение 1980-х много путешествовал, особенно по южной Индии.
Профессор Годвин отметил, что де Грандис был «активным членом» итальянской секции Теософского общества. Он был основателем Международного центра теософских исследований в Червиньяно-дель-Фриули, который продолжает успешно работать по сей день. Его перу принадлежат такие книги, как «Основы теософии», «Современная теософия», «Теос-София», «Абхидхарма и западная психология», кроме того, он опубликовал комментарии к «Стансам Дзиан» и «Голосу Безмолвия» Елены Блаватской.

## Сочинения

### Композиции
- Этюды для флейты и фортепиано (1960)
- «Canti sulle pause» (1961)
- Toccata a doppio coro figurato per due pianoforti (1965)
- «Salterio populare, 1» (1968)
- «Salterio populare, 2» (1969)
- Вторая серенада для виолончели соло (1970)
- «Eduard und Kunegunde» (1971)
- «Rosenkreuzer-Sonate», седьмая соната для фортепиано (1972)
- «Preludio ai poemi di Dzyan», для большого оркестра (1973)
- «Zweite Rosenkreuzer-Sonate», восьмая соната для фортепиано (1976)
- «Memory of the World: symphonic readings from an unknown archive»[4] (1976)
- «Memory of the Fire»[8] (1983)
- «Movimento perpetuo», прелюдии для фортепиано (1998—2002)

### Дискография
- «Movimento perpetuo», исп. Антонио Таралло (2013)

### Книги и статьи
- «Teosofia contemporanea»
- «Teosofia di base»
- «Theos-Sophia»
- «Abhidharma e Psicologie Occidentali»
- «Le Stanze di Dzyan», комментарии
- «La Voce del Silenzio», комментарии
- «Son, musique, creatio»

## Комментарии
1. ↑  Итальянский капельмейстер и композитор 17-го века Винченцо де Грандис был его предком[2].
2. ↑  Перерыв в сочинении музыки длился всего несколько лет[2].
3. ↑  Документы личного архива де Грандиса, приобретённого в 2018 году Фондом Дж. Чини, свидетельствуют о его интересе к восточной философии и литературе[1].
4. ↑  Свою фортепианную прелюдию «Мидраш»➤ (1998) де Грандис посвятил «каббалисту и мистику» Аврааму Абулафии[2].
5. ↑  В 1999 году де Грандис посвятил свою фортепианную прелюдию «Echi» президенту Теософского общества Радхе Бернье[2].
6. ↑  Слово «антахкарана» — термин из философии веданты[2].